# Medaille zur Erinnerung an den Kreuzzug gegen den Kommunismus

Medaille zur Erinnerung an den Kreuzzug gegen den Kommunismus „CRIMEA“

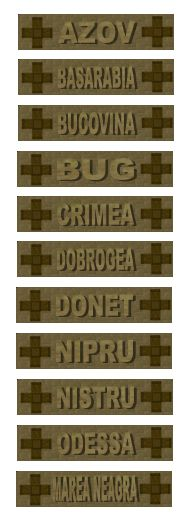
Bronzene Gefechtsspangen

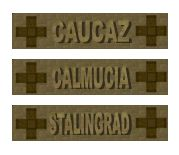
Inoffizielle Gefechtsspangen

Die Medaille zur Erinnerung an den Kreuzzug gegen den Kommunismus (rumänisch Medalia comemorativa Cruciada Impotriva Comunismului) ist eine am 1. April 1942 durch König Mihai I. von Rumänien mit Dekret Nummer 1014 gestiftete Erinnerungsmedaille.

## Verleihungsberechtigte
Ihrem Stiftungszweck nach konnte die Medaille an alle Teilnehmer, die am Kampf gegen die Sowjetunion im Zweiten Weltkrieg beteiligt waren, verliehen werden, so vor allem auch in größerer Anzahl an Angehörige der deutschen Wehrmacht, aber auch an italienische,  slowakische und ungarische Soldaten. Auch Zivilisten, die an Aktivitäten im Zusammenhang mit den Kämpfen an dieser Front teilgenommen haben, konnten ausgezeichnet werden. Verliehen wurde die Medaille üblicherweise in einer einfachen Ordenstüte aus Papier, aber auch in kleinen roten oder braunen Schachtelboxen mit weißem Inlay. Auf der Oberseite war in Goldbuchstaben zu lesen: MONETARIA NATIONALA.

## Aussehen
Die aus Bronze oder Buntmetall gefertigte runde Medaille zeigt auf ihrer Vorderseite den seitlich dargestellten Kopf einer Frau mit langen Zöpfen, der nach rechts gewandt ist. Die dargestellte Frau ähnelt dabei stark einer Abbildung der Helvetia. Darunter ist eine Signatur P. Grant erhaben eingeprägt zu lesen. Unter dem Brustbild verläuft die Umschrift ROMANIA RECUNOSCATOARE (Rumäniens Dankbarkeit). Rückseitig ist mittig ein Tatzenkreuz dargestellt, vor dessen Vordergrund ein von einer Hand umschlossenes Schwert in den Himmel gestreckt wird. Das Schwert trennt dabei die im oberen Kreuzarm stehende Jahreszahl 19 41. Umlaufend in Großbuchstaben  + CRUCIADA IMPOTRIVA + COMUNISMULUI  (Kreuzzug gegen den Kommunismus). Der Durchmesser der Medaille beträgt aufgrund der vielen beteiligten Hersteller ca. 31,7 mm und seine Randstärke ca. 2 mm.

## Bandspangen
Zu der Medaille wurden für die kämpfende Truppe Gefechtsspangen mit der Bezeichnung des Kriegsschauplatzes bzw. Kampfschauplatzes verliehen. Für Zivilisten oder Soldaten der rückwärtigen Gebiete wurde die Medaille grundsätzlich ohne Gefechtsspangen verliehen. Die Gefechtsspangen waren entweder in Bronze gehalten oder auch versilbert. Die Spangen selber wurden auf dem Medaillenband rückseitig mit zwei seitlich befestigten Biegelaschen befestigt (umgebogen). Ihre Breite variierte dabei von 25 mm oder 35 mm, abhängig von der Breite des verliehenen Ordensbandes. Bisher sind 14 Spangen bekannt
- AZOV
- BASARABIA
- BUCOVINA
- BUG
- CRIMEA / CRIMEIA
- DOBROGEA
- DONET
- NIPRU
- NISTRU
- ODESSA
- MAREA NEAGRA (ab 16. Juli 1942)
- CAUCAZ (inoffizielle Spange)
- CALMUCIA (inoffizielle Spange)
- STALINGRAD (inoffizielle Spange)[1]

Die Verleihung der Gefechtsspange kam in Frage, wenn sich der Beliehene nur an einem der genannten Gefechtsorte aufgehalten hat oder direkt an Kampfhandlungen beteiligt gewesen war. War der Beliehene im Besitz mehrerer Spangen, so durfte nur die Spange der letzten Schlacht getragen werden, jedoch dann in versilberter Ausführung. Das auf der Spange links und rechts aufgesetzte Balkenkreuz weist an seinen vier Kantenpunkten jeweils ein Buchstabeninsigne  M  auf. Dieser Buchstabe steht für Mihai I. von Rumänien, dem Stifter der Medaille. Der Stiftungserlass der etwas später gestifteten Spange Marea Neagra soll hier in vollem Umfang wiedergegeben werden:

„Michael I., von Gottes Gnaden und dem Willen des Volkes König von Rumänien, Allen Gegenwärtigen und Zukünftigen Unsern Gruß. Wir haben wird verordnet und verordnen:“

## Trageweise

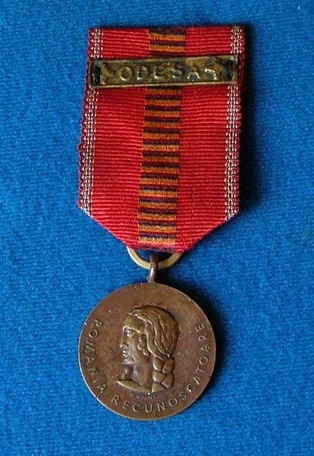
Medaille mit Gefechtsspange Odessa

Getragen wurde die Auszeichnung an einem dunkelroten Band mit silbernen Seiten- und einem gerippten Mittelstreifen in den Farben Blau, Gelb, Rot, den Nationalfarben Rumäniens,
auf der linken Brustseite, am Tag nach ihrer Verleihung nur noch als Feldspange.

## Sonstiges
Die Anzahl der hergestellten und verliehenen Medaillen ist nicht bekannt, man geht jedoch davon aus, dass es sich um mehr als 1250.000 handelte.
Ab dem 23. August 1944, dem Tag der Kriegserklärung Rumäniens an das Deutsche Reich, war das Tragen rumänischer Auszeichnungen für deutsche Wehrmachtsangehörige unter Strafe verboten. Nach dem Gesetz über Titel, Orden und Ehrenzeichen vom 26. Juli 1957 (§6 Absatz 1 Ziffer 4) dürften Auszeichnungen ehemaliger Verbündeter Länder im Zweiten Weltkrieg weiterhin getragen werden.